# Miss Grand Brasil
Miss Grand Brasil es un título dado a una candidata bien posicionada en la disputa de Miss Mundo Brasil, perteneciente al "Concurso Nacional de Belleza (CNB)". En el año 2014. El título pretende enviar una candidata brasileña a la disputa de Miss Grand Internacional, realizada anualmente desde 2013. La titular del título nacional debe ser una mujer hermosa, con actitud, inteligencia, que se celebrará en el marco del certamen internacional, Stop the War.

## Historia
El envío de las candidatas brasileñas a Miss Grand International comenzó en 2013, cuando el entonces business man Nawat Itsaragrisil ideó el concurso en Tailandia y el propietario de Miss Mundo Brasil, Henrique Fontes tomó los derechos de envío de la representante de Brasil. El criterio de selección fue rescatar a una de las candidatas semifinalistas de la edición de Miss Brasil World 2013, cumpliendo los requisitos del certamen internacional.

En el año 2014, los derechos de envío de la representante brasileña pasaron al veterano en concursos de belleza, Gerson Antonelli, que realizó la disputa específicamente para la etapa internacional, el Miss Grand Brasil 2014. La competición fue ideada para ocurrir junto a la elección de la " "Reina del Folklore de Olimpia", dentro de la semana folclórica del municipio, festividad común en la ciudad anualmente, en la ocasión se sagró campeón Yameme Faiçal Ibrahim.
El certamen vuelve a las manos del organizador Henrique Fontes y queda establecido que la Vice-Miss Mundo Brasil, a partir de la edición de 2015, sería la representante en Miss Grand Internacional. Después de la desclasificación de la luso-brasileña Renata Sena en la etapa internacional de 2016, el organizador resolvió realizar una disputa nacional en 2017, que luego fue postergada para una edición en 2018. Además de posponer el certamen, Fuentes decidió no seguir a la regla de que la segunda colocada en el "Concurso Nacional de Belleza" era representar al país en el concurso. La representante de 2017 fue la gaúcha Caroline Venturini, coronada oficialmente en un evento intimista en su ciudad natal, Tramandaí.

## Ganadoras
| Año  | Ganadora                    | Estado             | Lugar del evento                                                  | R      |
| 2013 | Tamara da Costa Bicca       | Rio Grande do Sul  | Portobello Resort & Safári, Mangaratiba, RJ                       | [ 4 ]  |
| 2014 | Yameme Faiçal Ibrahim       | Paraná             | Anfiteatro da Casa de Cultura, Olímpia, SP                        | [ 5 ]  |
| 2015 | Paula Pereira Gomes         | Mato Grosso do Sul | Teatro Pedro Ivo, Florianópolis, SC                               | [ 6 ]  |
| 2016 | Renata Sena Trinca          | Mato Grosso do Sul | Resort IL Campanario, Florianópolis, SC                           | [ 7 ]  |
| 2017 | Caroline Venturini          | Rio Grande do Sul  | Azeroth Bistrô, Tramandaí, RS                                     | [ 8 ]  |
| 2018 | Gabrielle Vilela            | Rio de Janeiro     | Hotel do Bosque, Angra dos Reis, RJ                               | [ 9 ]  |
| 2019 | Marjorie Marcelle Angelotti | São Paulo          | Dall'Onder Grande Hotel, Bento Gonçalves, RS                      | [ 10 ] |
| 2020 | Lala Guedes (Alaise)        | Paraíba            | Dall'Onder Grande Hotel, Bento Gonçalves, RS                      |        |
| 2021 | Lorena Rodrigues            | Minas Gerais       | Dall'Onder Grande Hotel, Bento Gonçalves, RS                      |        |
| 2022 | Isabella Menin              | São Paulo          | Theater Caesb, Distrito Federal, Brasilia                         |        |
| 2023 | Adriana Yanca               | Rio de Janeiro     | Recanto Cataratas Thermas Resort, Foz do Iguaçu, Estado de Paraná |        |

     Evento realizado de manera independiente.

#### Ediciones
- Miss Grand Brasil 2014

- Miss Grand Brasil 2019

- Miss Grand Brasil 2020

- Miss Grand Brasil 2021

- Miss Grand Brasil 2022

### Títulos por Estado
| Título | Estado             | Vitórias   |
| 2      | Rio de Janeiro     | 2018, 2023 |
| 2      | São Paulo          | 2019, 2022 |
| 2      | Rio Grande do Sul  | 2013, 2017 |
| 2      | Mato Grosso do Sul | 2015, 2016 |
| 1      | Paraná             | 2014       |
| 1      | Minas Gerais       | 2021       |

| Año  | Primera Finalista               | Segunda Finalista                 | Tercera Finalista                  | Cuarta Finalista               |
| ---- | ------------------------------- | --------------------------------- | ---------------------------------- | ------------------------------ |
| 2022 | Paraná: Ana Gabriela Borges     | Río Grande del Sur: Vitória Brodt | Norte Mato-Grossense: Bárbara Reis | Mato Grosso: Maythe Varzoni    |
| 2020 | Espírito Santo: Mylena Duarte   | Sergipe: Caroline Andrade         | Paraná: Clarissa Burda             | Alagoas: Ruth Raphaela         |
| 2019 | Maranhão: Amanda Brenner        | Minas Gerais: Lorena Rodrigues    | Río de Janeiro: Isabelle Pandini   | Espírito Santo: Amanda Cardoso |
| 2014 | Río de Janeiro: Camila Coutinho | São Paulo: Naiara Thomé           | Minas Gerais: Cynthia Gomes        | –                              |

## Representación internacional por año

### first runner-up
| Año  | Representante               | Estado             | Ciudad Natal                      | E  | A    | Colocaciones                  |
| 2013 | Tamara da Costa Bicca       | Rio Grande do Sul  | Porto Alegre                      | 22 | 1.75 | Semifinalista (Top 10)        |
| 2014 | Yameme Faiçal Ibrahim       | Paraná             | Criciúma 1                        | 20 | 1.69 | Semifinalista (Top 20)        |
| 2015 | Paula Pereira Gomes         | Mato Grosso do Sul | Campo Grande                      | 23 | 1.68 | Semifinalista (Top 10)        |
| 2016 | Renata Sena Trinca          | Mato Grosso do Sul | Lisboa 3                          | 21 | 1.70 |                               |
| 2017 | Caroline Venturini          | Rio Grande do Sul  | Tramandaí                         | 22 | 1.68 | Semifinalista (Top 20)        |
| 2018 | Gabrielle Vilela            | Rio de Janeiro     | Angra dos Reis                    | 26 | 1.70 | Semifinalista (Top 20)        |
| 2019 | Marjorie Marcelle Angelotti | São Paulo          | São Paulo                         | 23 | 1.75 | Cuarta finalista              |
| 2020 | Lala Guedes                 | Paraíba            | Campina Grande                    | 28 | 1.80 | Cuarta finalista              |
| 2021 | Lorena Rodrigues            | Minas Gerais       | Juiz de fora                      | 26 | 1.75 | Segunda finalista             |
| 2022 | Isabella Menin              | São Paulo          | Marília                           | 25 | 1.78 | Miss Grand Internacional 2022 |
| 2023 | Adriana Yanca               | Rio de Janeiro     | Zona da Mata Mineira              | 26 | 1.76 | Unplaced                      |
| 2024 | Talita Hartmann             | Río Grande del Sur | São Vicente do Sul nueva floresta | 27 |      | first runner-up (supposed)    |
|      |                             |                    |                                   | 28 |      | TBA                           |

1. Yameme Ibrahim (2013) nació en Criciúma, pero reside en Foz do Iguaçu desde pequeña.
2. La edad y la altura de las representantes se refieren al año en que compitieron en el certamen internacional.
3. Renata Sena (2016) nació en Lisboa, Portugal. Fue la primera extranjera en representar a Brasil en este concurso.[12]

##### Etapas Preliminares
A continuación se incluyen los récords alcanzados por las candidatas:
- (Top 20) Best in Swimming Suit: Tamara Bicca (2013)

- (Top 20) Best in National Costume: Paula Gomes (2015)

### Reina Hispanoamericana
| Año  | Representante    | Estado         | Ciudad Natal   | E  | A    | Colocaciones |
| 2019 | Gabrielle Vilela | Rio de Janeiro | Angra dos Reis | 25 | 1.70 |              |